# Neosemidalis kayi
Neosemidalis kayi är en insektsart som beskrevs av Meinander 1972. Neosemidalis kayi ingår i släktet Neosemidalis och familjen vaxsländor. Inga underarter finns listade i Catalogue of Life.